# Habsburg Katalin Renáta főhercegnő
Habsburg Katalin Renáta (ismert még mint Ausztriai Katalin Renáta főhercegnő, németül: Erzherzogin Katharina Renata von Österreich; Graz, 1576. január 4. – Seckau, 1599. június 29.), a Habsburg-házból származó osztrák főhercegnő, II. Károly stájer herceg és Bajorországi Mária Anna harmadik leánya, aki I. Fernese Ranuccio parmai herceg jegyese saját, idő előtt bekövetkezett haláláig.

## Származása
Katalin Renáta főhercegnő 1576. január 4-én született a belső-ausztriai Graz városában, a Habsburg-család tagjaként. Apja II. Károly osztrák főherceg, aki I. Ferdinánd német-római császár és magyar király és Jagelló Anna királyné fia volt. Apai nagyapai dédszülei Szép Fülöp burgundi herceg és II. Őrült Johanna kasztíliai királynő, míg apai nagyanyai dédszülei II. Jagelló Ulászló magyar és cseh király és Foix–Candale-i Anna (II. Gaston János candale-i gróf leánya) voltak.
Édesanyja a Wittelsbach-ház bajor ágából származó Mária Anna bajor hercegnő, V. Nagylelkű Albert bajor herceg és Habsburg Anna főhercegnő leánya volt. Anyai nagyapai dédszülei IV. Vilmos bajor herceg és Maria Jakobäa von Baden (I. Fülöp badeni őrgróf leánya), míg anyai nagyanyai dédszülei szintén I. Ferdinánd német-római császár és magyar király és Jagelló Anna királyné voltak. Katalin Renáta szülei közeli rokoni kapcsolatban voltak, édesanyja édesapja unokahúga volt.
A főhercegnő volt szülei kilenc gyermeke közül a negyedik, egyben a harmadik leány. Testvérei között olyan magas rangú személyek vannak mint Anna lengyel királyné, Mária Krisztierna erdélyi fejedelemné, II. Ferdinánd német-római császár és magyar király, Margit spanyol királyné, V. Lipót osztrák főherceg, Mária Magdaléna toszkánai nagyhercegné és Károly József, Teuton nagymester is.